# یوزف پاناچک
یوزف پاناچک (انگلیسی: Josef Panáček؛ زادهٔ ۸ سپتامبر ۱۹۳۷ – ۵ آوریل ۲۰۲۲) تیرانداز اهل چکسلواکی بود.